# 경상북도경주교육지원청
경상북도경주교육지원청(慶尙北道慶州敎育支援廳, Gyeongju Office of Education)은 경상북도교육청 산하 교육지원청이다. 경상북도 경주시 초당길 9 (동천동 918)에 소재해있으며, 경주시를 관할한다.
교육장은 장학관으로 보한다.

## 학교 현황
본 자료는 2013년 3월 1일에 기준으로 작성하였다. 학교수는 유치원 63개, 초등학교 43개, 중학교 20개, 고등학교 20개, 특수학교 1개 등이 있다.

### 초등학교
| - 감포초등학교 - 강동초등학교 - 단구분교 - 건천초등학교 - 경주초등학교 - 계림초등학교 - 괘릉초등학교 - 금장초등학교 - 나산초등학교 - 나원초등학교 - 내남초등학교 - 동방초등학교 | - 동천초등학교 - 모량초등학교 - 모아초등학교 - 모서분교 - 모화초등학교 - 불국사초등학교 - 사방초등학교 - 산대초등학교 - 서라벌초등학교 - 석계초등학교 - 신라초등학교 - 아화초등학교 | - 안강제일초등학교 - 안강초등학교 - 양남초등학교 - 상계분교 - 양동초등학교 - 양북초등학교 - 연안초등학교 - 영지초등학교 - 옥산초등학교 - 용강초등학교 - 용황초등학교 - 월성초등학교 | - 유림초등학교 - 의곡초등학교 - 일부분교 - 입실초등학교 - 천북초등학교 - 물천분교 - 천포초등학교 - 현곡초등학교 - 화랑초등학교 - 황남초등학교 - 황성초등학교 - 흥무초등학교 |

### 중학교
| - 감포중학교 - 경주여자중학교 - 경주중학교 - 계림중학교 - 근화여자중학교 | - 무산중학교 - 문화중학교 - 불국중학교 - 산내중학교 - 서라벌여자중학교 | - 선덕여자중학교 - 신라중학교 - 아화중학교 - 안강여자중학교 - 안강중학교 | - 양남중학교 - 양북중학교 - 외동중학교 - 월성중학교 - 화랑중학교 |